# Vědlice
Vědlice (německy Wedlitz) jsou vesnice, část města Úštěku v okrese Litoměřice. Nachází se asi 7,5 kilometru jižně od Úštěku. Prochází zde silnice II/269. Vědlice je také název katastrálního území o rozloze 5,81 km². V katastrálním území Vědlice leží i Julčín.

## Historie
První písemná zmínka o vesnici pochází z roku 1376.

## Obyvatelstvo
Při sčítání lidu v roce 1921 zde žilo 397 obyvatel (z toho 184 mužů), z nichž byl jeden Čechoslovák, 394 Němců a dva cizinci. Kromě čtyř evangelíků a jednoho člena nezjišťovaných církví byli římskými katolíky. Podle sčítání lidu z roku 1930 měla vesnice 341 obyvatel: třináct Čechoslováků a 328 Němců. Většina se hlásila k římskokatolické církvi a po jednom člověku měli evangelíci a církev československá a jeden člověk byl bez vyznání.
|                                                           | 1869 | 1880 | 1890 | 1900 | 1910 | 1921 | 1930 | 1950 | 1961 | 1970 | 1980 | 1991 | 2001 | 2011 |
| --------------------------------------------------------- | ---- | ---- | ---- | ---- | ---- | ---- | ---- | ---- | ---- | ---- | ---- | ---- | ---- | ---- |
| Obyvatelé                                                 | 364  | 409  | 394  | 367  | 355  | 397  | 341  | 189  | 151  | 97   | 71   | 71   | 70   | 74   |
| Domy                                                      | 68   | 69   | 66   | 68   | 74   | 72   | 72   | 64   | 52   | 29   | 24   | 29   | 32   | 40   |
| Počet domů z roku 1961 zahrnuje domy místní části Julčín. |      |      |      |      |      |      |      |      |      |      |      |      |      |      |

## Pamětihodnosti
- Domy čp. 10 a 27
- Usedlosti čp. 21 a 53
- Přírodní památka Stráně u Drahobuzi západně od vesnice[8]
- Přírodní památka V kuksu jihovýchodně od vesnice[9]